# زنبق نمکزار

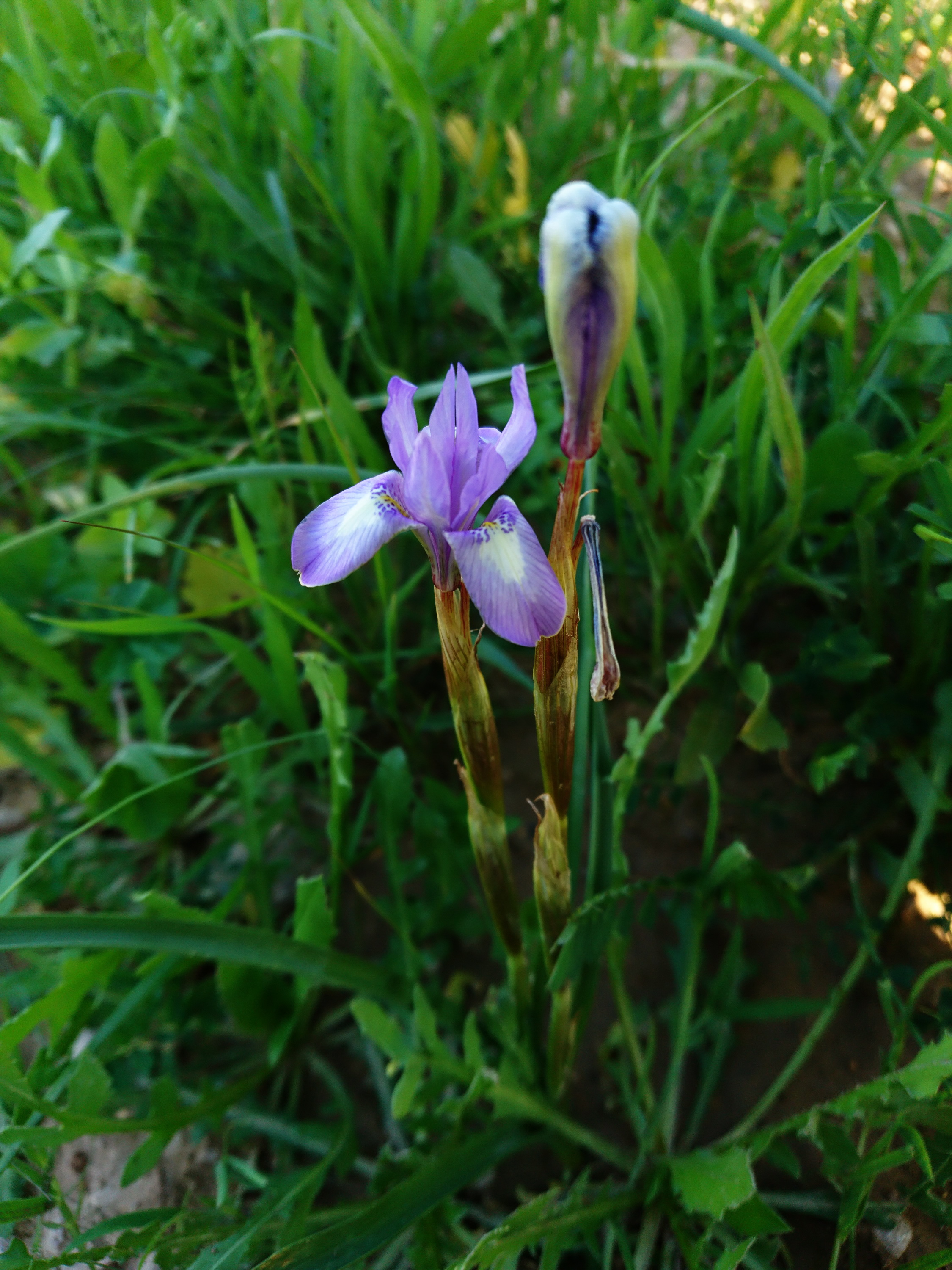
زنبق چمن‌زار، بهبهان

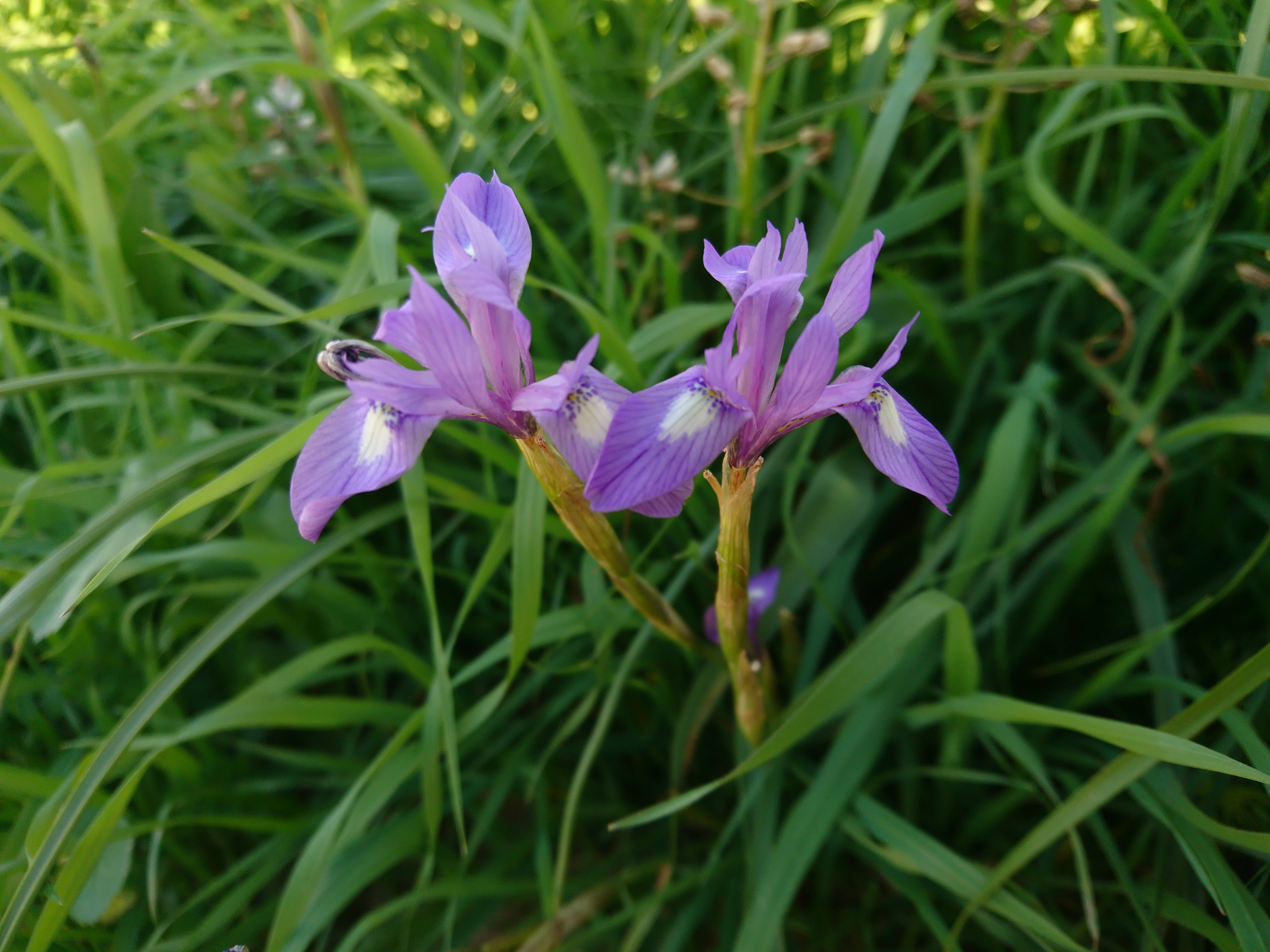
زنبق چمن‌زار خودرو در بهبهان

زنبق مشکوک، زنبق چمن‌زاری، زنبق نمکزار (نام علمی: Iris spuria) یکی از گونه‌های سردهٔ زنبق است. ارتفاع گیاه ۹۰ سانتی‌متر است. ریزوم ضخیم و منشعب این گونه ممکن است به رنگ زرد یا بنفش روشن یافت شوند. شاخص‌ترین وجه تمایز آن وجود میوهٔ کپسول با ۶ عدد رگه است که ۲ به ۲ نزد هم قرار گرفته و ۳ دستهٔ ۲ تائی تشکیل می‌دهند. این گونه از نظر پراکنش دارای منطقهٔ جغرافیایی وسیعی است و از نظر رنگ و اندازه نیز تنوع بسیاری دارد. بنابراین این گونه فوق به چندین زیرگونه تقسیم گردیده‌است در غرب ایران زیر گونه ای بنام (نام علمی:  musulmanica) دیده می‌شود که تا حدودی بلندتر و دارای گل‌های بزرگ‌تری نسبت به زیرگونه خراسانی (نام علمی: iris halophila) است. این گیاه اخیر هرگز دارای گل‌های متمایل به رنگ زرد در ایران نبوده و برخلاف اکثر زنبق‌های دیگر ایرانی هر دو زیرگونهٔ فوق در چمنزارهای مرطوب و تا حدی شور و در کنار رودخانه‌ها می‌رویند. فصل گل‌دهی اردیبهشت و خرداد ماه است. این گیاه هنوز به صورت خودرو در دشت‌های بهبهان به ویژه در کناره‌ی جوی‌های آب فصلی می‌روید و حدودا از اسفندماه تا اوایل فروردین گل می‌دهد.

## نگارخانه

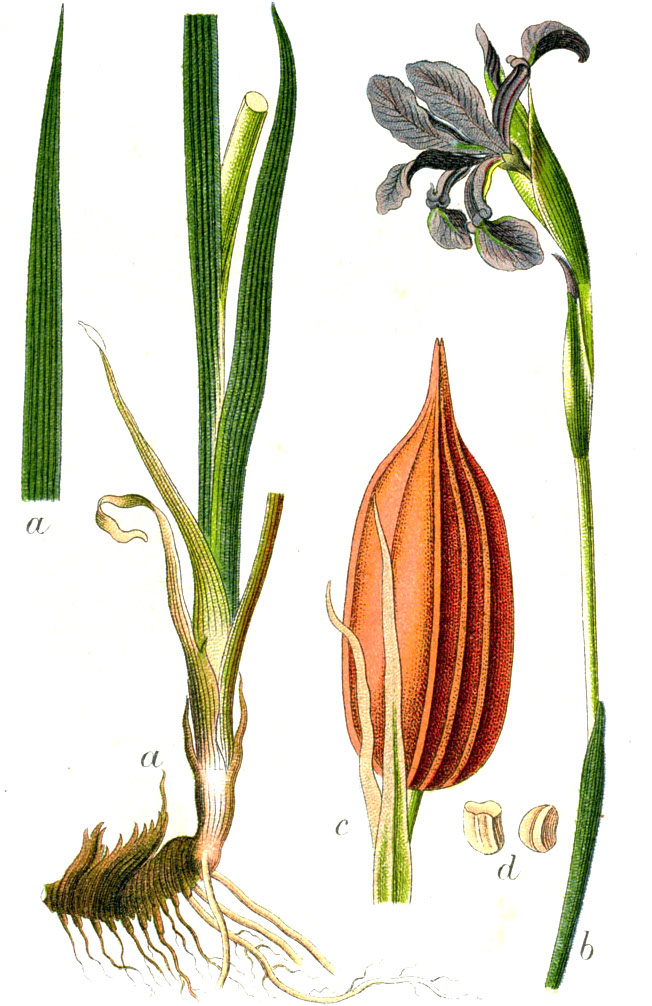
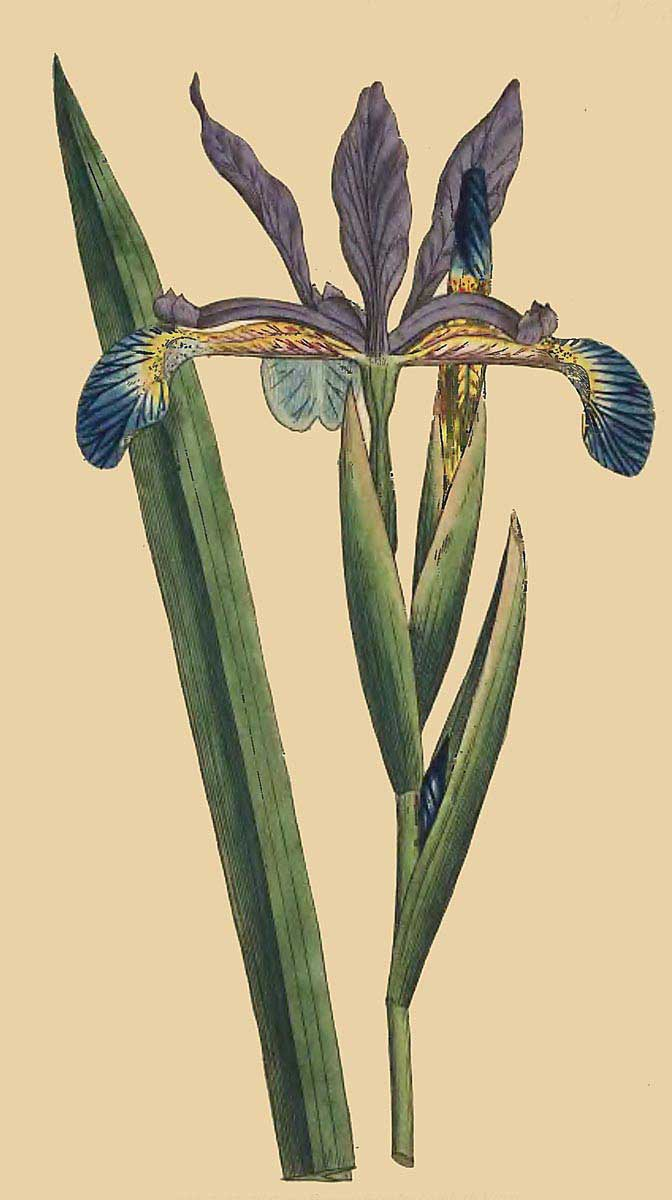
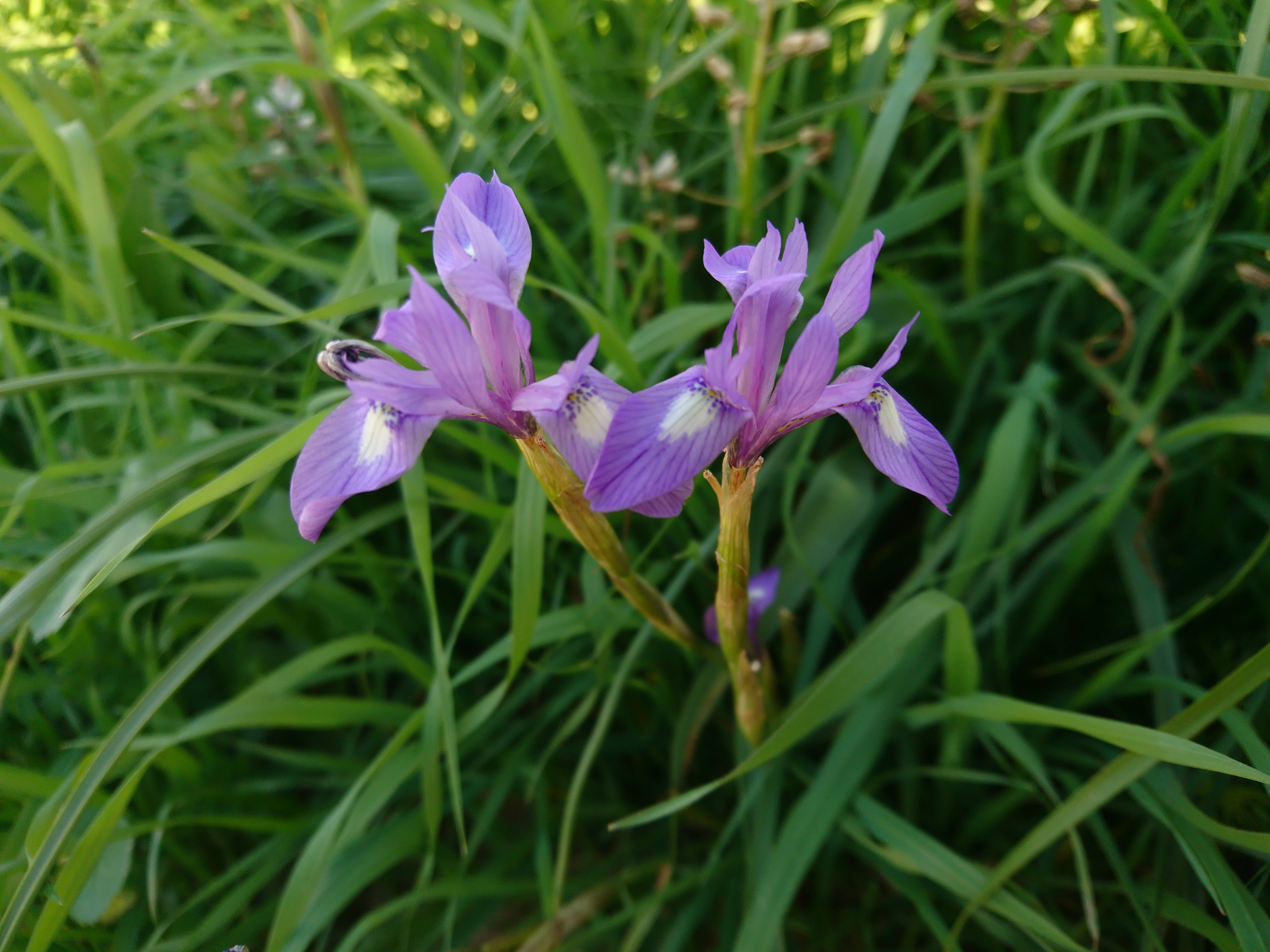
زنبق چمن‌زار خودرو در بهبهان
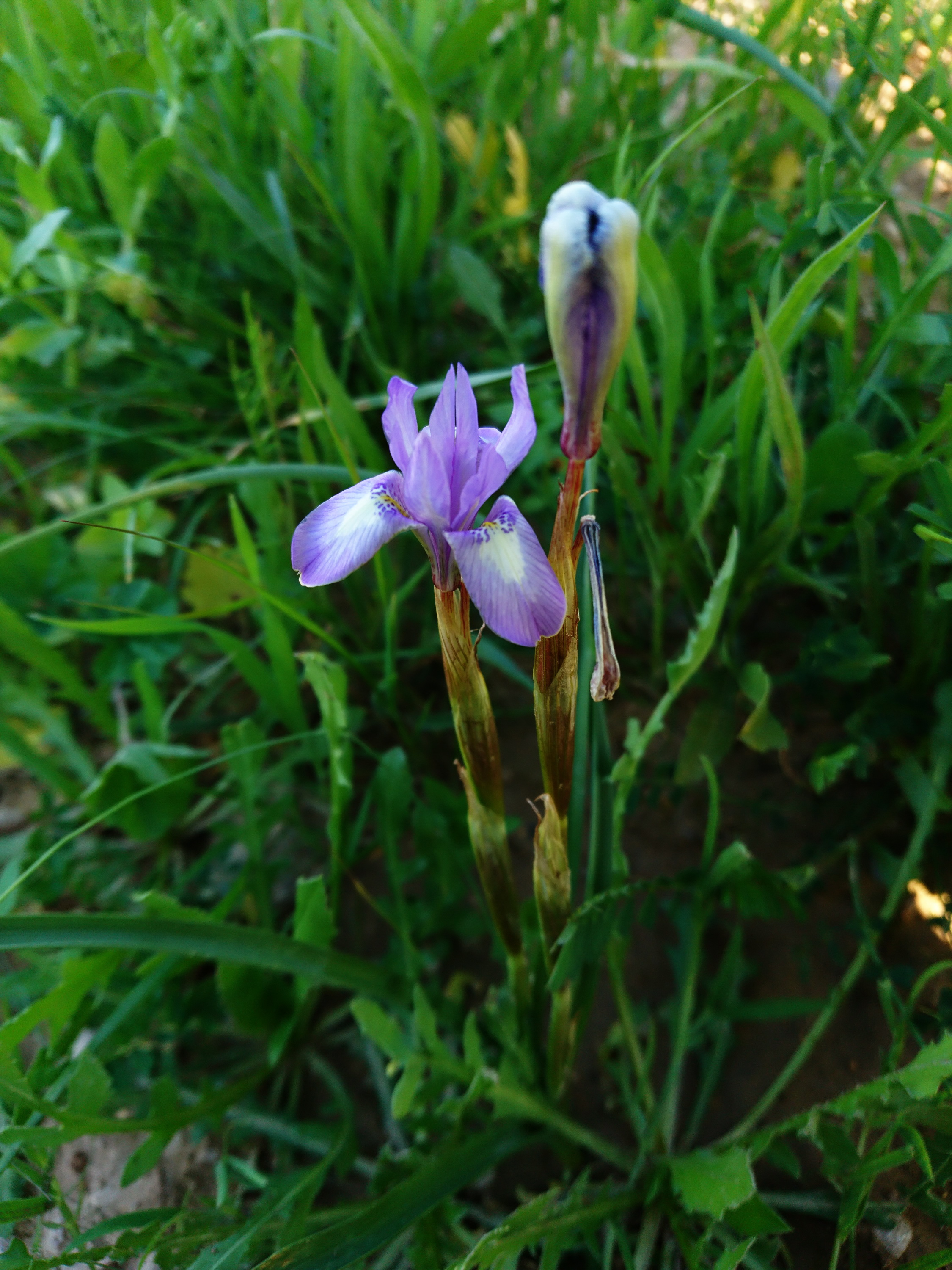
زنبق چمن‌زار خودرو، بهبهان